# Alan Farrell

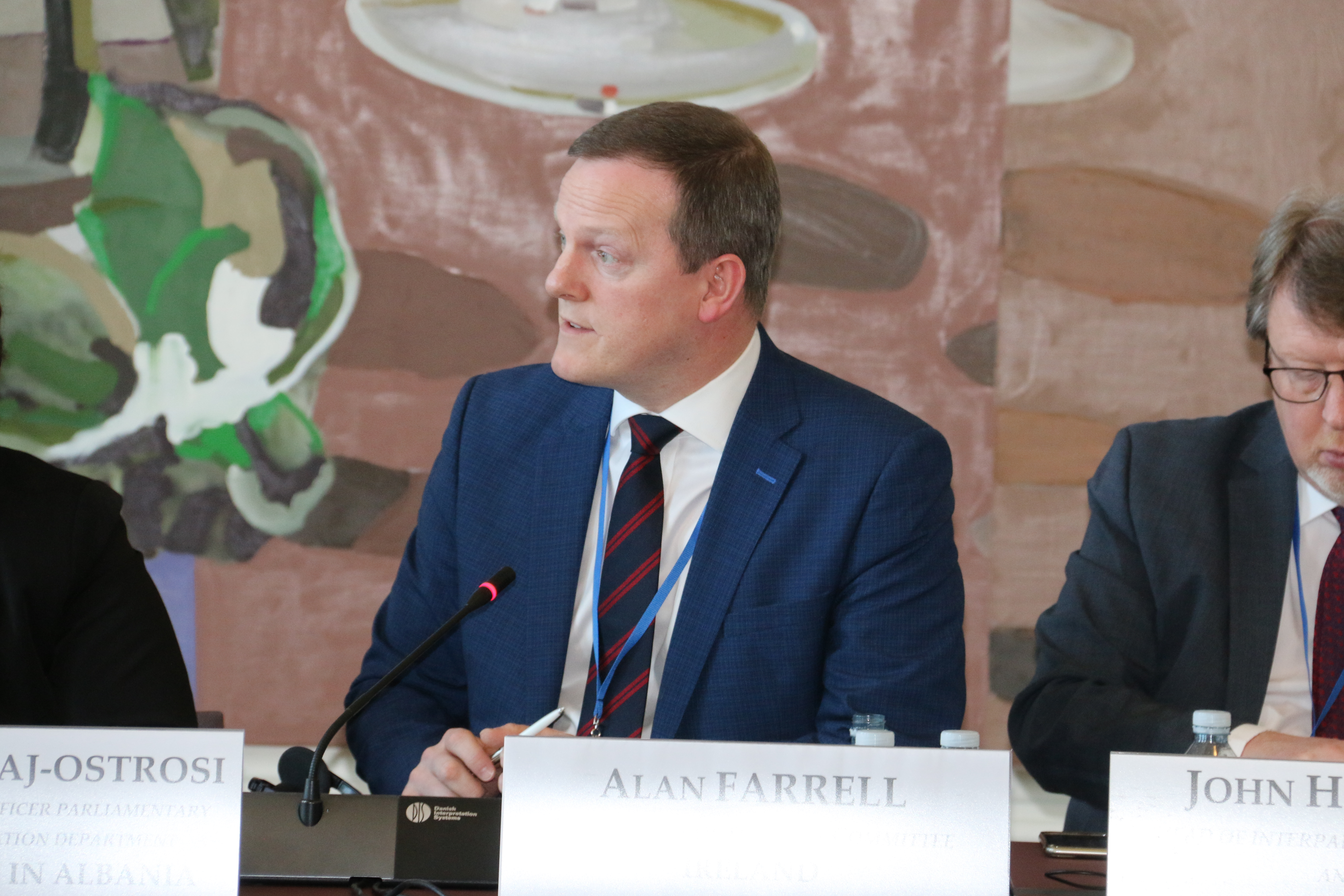
Alan Farrell (2019)

Alan Farrell (* 29. Dezember 1977 in Malahide, County Dublin, Irland) ist ein irischer Politiker der Fine Gael (FG).

## Leben
Alan Farrell studierte an der Dublin City University.
Er war 2004 das jüngste Mitglied im Fingal City Council und saß dort für Malahide bzw. Howth Malahide. Von 2007 auf 2008 war er Mayor (Ratsvorsitzender) im Council.
Bei den Wahlen zum Dáil Éireann 2011 für den Wahlkreis Dublin North gelang es ihm auf Anhieb, einen Sitz zu erzielen. Diesen Sitz konnte er dann bei den Wahlen 2016 und Wahlen 2020 im Wahlkreis Dublin Fingal wiederholen. Jedoch scheiterte er dann 2024 im neuzugeschnittenen Wahlkreis Dublin Fingal East. Am 10. Dezember 2024 benannte ihn der Taoiseach für den Seanad Éireann. Bei den Wahlen zum Seanad im Februar 2025 scheiterte Farrell erneut. 
2013 war Farrell Mitglied der Parlamentarischen Versammlung der OSZE.

## Privates
Seit 2010 ist Farrell mit Emma Doyle verheiratet, mit der er zwei Kinder hat. Farrell stand in der Kritik, weil er seine Frau als Mitarbeiterin im Parlament beschäftigte.
2018 berichtete Farrell von seiner seit der Kindheit andauernden Insomnie. 